# Asikkala
Asikkala est une municipalité du sud de la Finlande, dans la région du Päijät-Häme.

## Histoire
Elle est issue d'une scission d'Hollola en 1848.

## Géographie
La commune est située au sud du lac Päijänne.
Son centre administratif, le village de Vääksy, est situé sur l'isthme qui sépare le Päijänne du lac Vesijärvi.
Les deux lacs sont reliés par une rivière non navigable, qui a été doublée en 1871 par le canal navigable de Vääksy (1 315 m de long).
En raison de la présence de ces deux lacs gigantesques, plus de 25 % de la superficie totale de la commune est couverte par l'eau.
À l'extrême nord, l'esker Pulkkilanharju est un des plus spectaculaires dépôts glaciaires et fluviaux de Finlande.
Il s'étend sur 8 km, traversant presque en totalité le Päijänne.
Il fait partie du parc national du Päijänne
C'est là que commence l'écoulement du lac Päijänne qui va donner naissance à la Kymijoki, quelques dizaines de kilomètres en aval. Le Päijänne se déverse d'abord dans le lac Ruotsalainen, en bordure est de la municipalité, par l'intermédiaire du Kymenvirta, mi-fleuve, mi-lac.
Ce cadre naturel préservé à proximité immédiate des grandes villes permet à Asikkala d'abriter une des plus fortes concentrations de maisons de vacances du pays, en tout plus de 3 700, pour la plupart bordant les 581 km de rives des grands lacs que compte la commune.
Les communes voisines sont Padasjoki et Sysmä au nord, Heinola à l'est, Nastola au sud-est, Hollola au sud, Hämeenkoski au sud-ouest, et enfin Lammi à l'ouest (Kanta-Häme).
L'Aqueduc du Päijänne, tunnel rocheux qui permet d'alimenter en eau la capitale Helsinki, part d'Asikkala.

## Démographie
Depuis 1980, la démographie d'Asikkala a évolué comme suit,, :
| Année      | 1980  | 1985  | 1990  | 1995  | 2000  | 2005  |
| ---------- | ----- | ----- | ----- | ----- | ----- | ----- |
| population | 8 251 | 8 564 | 8 822 | 8 782 | 8 644 | 8 560 |

| Année      | 2010  | 2016  | 2020  |
| ---------- | ----- | ----- | ----- |
| population | 8 552 | 8 323 | 8 067 |

## Transports

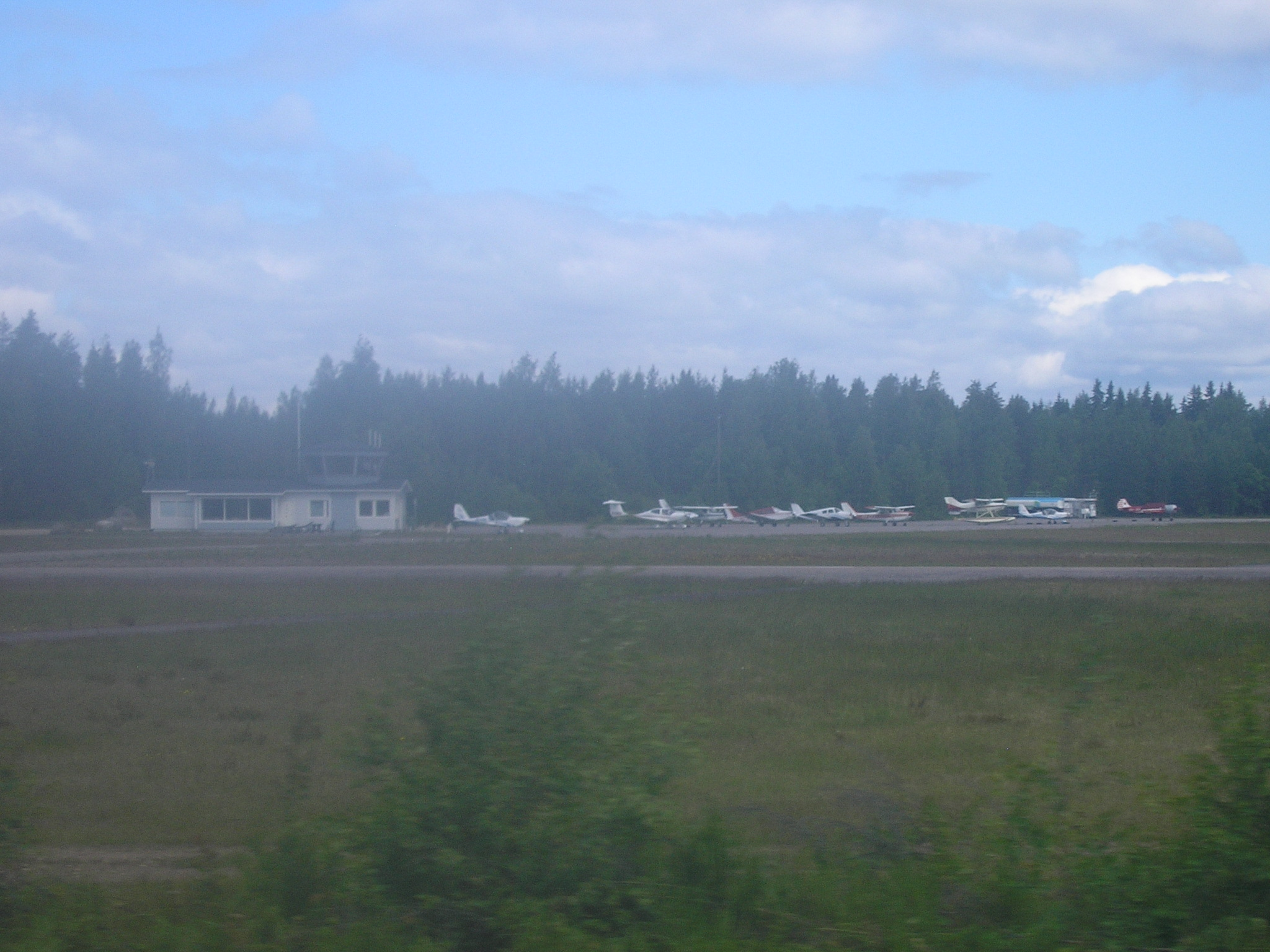
Aérodrome de Lahti-Vesivehmaa.

La commune est traversée par la route nationale 24 venue de Lahti et par le tronçon commun de la seututie 313 et de la seututie 314.
La capitale régionale Lahti est distante de 25 km).
Helsinki est à 130 km et Hämeenlinna à 80 km.
Asikkala abrite l'aérodrome de Lahti-Vesivehmaa (fi).
Le centre municipal Vääksy est situé sur l'isthme entre le Vesijärvi et le Päijänne. Les lacs sont reliés par le canal de Vääksy et le Vääksynjoki.

## Économie

### Principales entreprises
En 2021, les principales entreprises d'Asikkala par chiffre d'affaires sont :
| Société                      | C.A.  |
| ---------------------------- | ----- |
| Rapala VMC Oyj               | 33 M€ |
| Uiste Oy                     | 15 M€ |
| Vääksyn Konepiste Oy         | 10 M€ |
| K-Supermarket Vääksy         | 10 M€ |
| Rakennusliike Pakkanen Oy    | 10 M€ |
| Marttiini Oy                 | 6 M€  |
| Urajärven Metalli Oy         | 4 M€  |
| Vilppulan Tila Oy            | 4 M€  |
| Viipurilainen Kotileipomo Oy | 4 M€  |
| EL-Kori Oy                   | 3 M€  |

### Employeurs
En 2021, les plus importants employeurs d'Asikkala sont:
| Employeur                    | Employés |
| ---------------------------- | -------- |
| Rapala VMC Oyj               | 118      |
| Viipurilainen Kotileipomo Oy | 37       |
| Marttiini Oy                 | 36       |
| Urajärven Metalli Oy         | 32       |
| Rakennusliike Pakkanen Oy    | 22       |
| EL-Kori Oy                   | 21       |
| Finlandia-Uistin Oy          | 20       |
| Lauttaniemen Teollisuus Oy   | 20       |
| K-Supermarket Vääksy         | 19       |
| Pienryhmäkoti Helmi          | 18       |

## Lieux et monuments
- Päijänne-talo
- Päijät-Hämeen ilmailumuseo

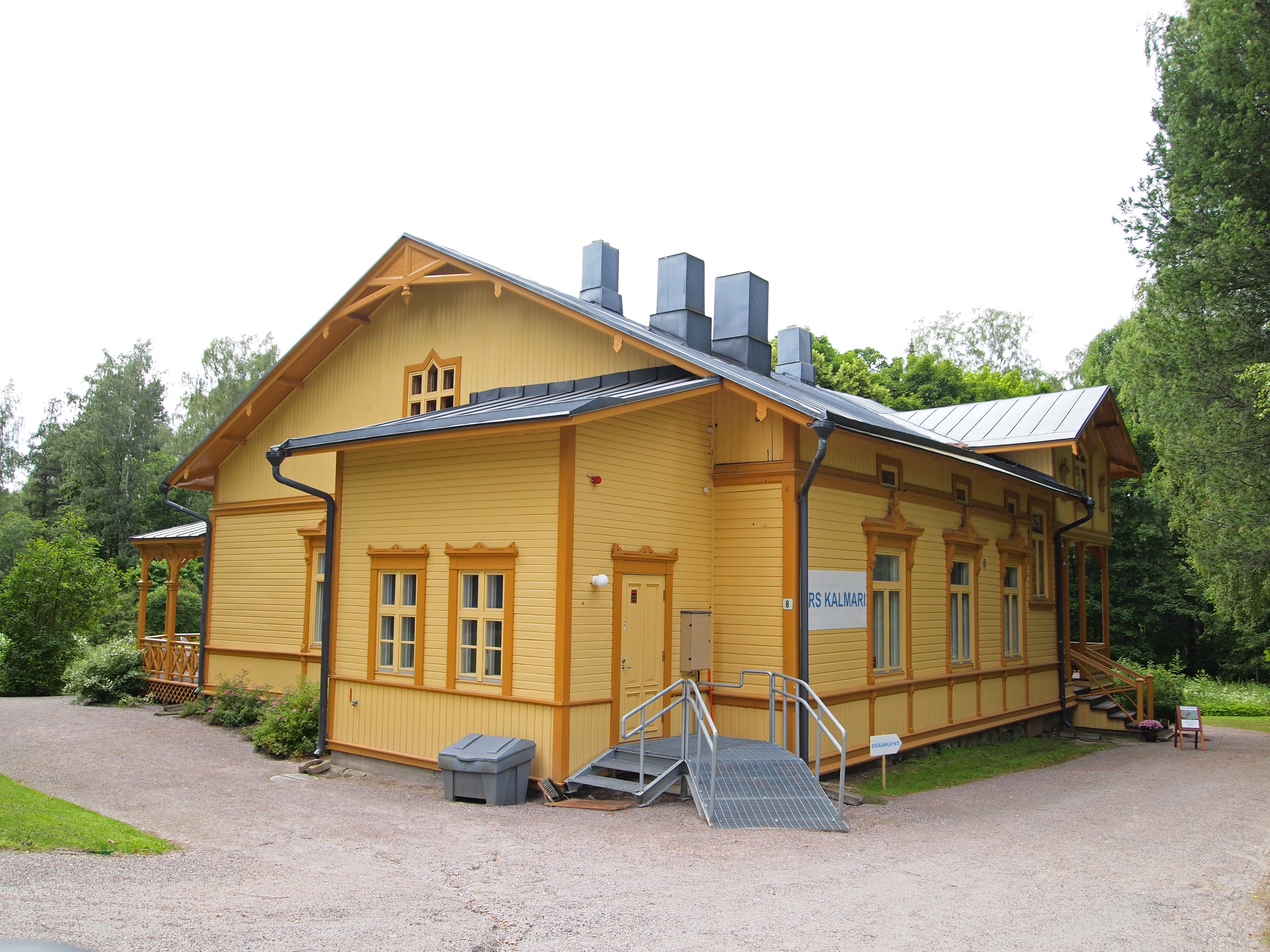
Villa de J. R. Danielson-Kalmari.

- Villa de J. R. Danielson-Kalmari[7],[8]
- Aurinkovuori (fi)[7]
- Anianpelto (fi)[9]
- Canal de Kalkkinen[7]
- Pulkkilanharju[7]
- Parc national du Päijänne
- Archipel du lac Päijänne
- Manoir d'Urajärvi (fi)[7]
- Église d'Asikkala
- Canal de Vääksy[7]
- Salonsaari

## Jumelages
| - Grimstad (Norvège) - Grindsted (Danemark) | - Köping (Suède) - Prienai (Lituanie) | - Yogo (Japon) |

Asikkala est membre d'un Douzelage, une association de villes de l'Union européenne.
| - Agrós, Chypre - Altea, Espagne - Bad Kötzting, Allemagne - Bellagio, Italie - Bundoran, Ireland - Chojna, Pologne - Granville, France - Holstebro, Danemark - Houffalize, Belgique - Judenburg, Autriche | - Kőszeg, Hongrie - Marsaskala, Malte - Meerssen, Pays-Bas - Niederanven, Luxembourg - Oxelösund, Suède - Preveza, Grèce - Rokiškis, Lithuania - Rovinj, Croatie - Sesimbra, Portugal | - Sherborne, Angleterre - Sigulda, Latvia - Siret, Romania - Škofja Loka, Slovénie - Sušice, République Tchèque - Tryavna, Bulgarie - Türi, Estonie - Zvolen, Slovaquie |

## Personnalités
| - Pekka Ala-Pietilä - James Hirvisaari - Niilo Jönsinpoika - Minna Kauppi (1982-) - Mikko Köyhälä | - Axel Laurell - Toni Nieminen (1975-) - Krister Niilonpoika - Aaro Pajari - Olli Pajari | - Joel Rinne - Karri Rämö (1986-) - Eetu Salin - Gustav Strömm - Martti Suntela | - Nanna Susi - Kyllikki Virolainen - Keijo Virtanen - Jaana Raski - Leevi Lehto (1951-2019) |

## Galerie

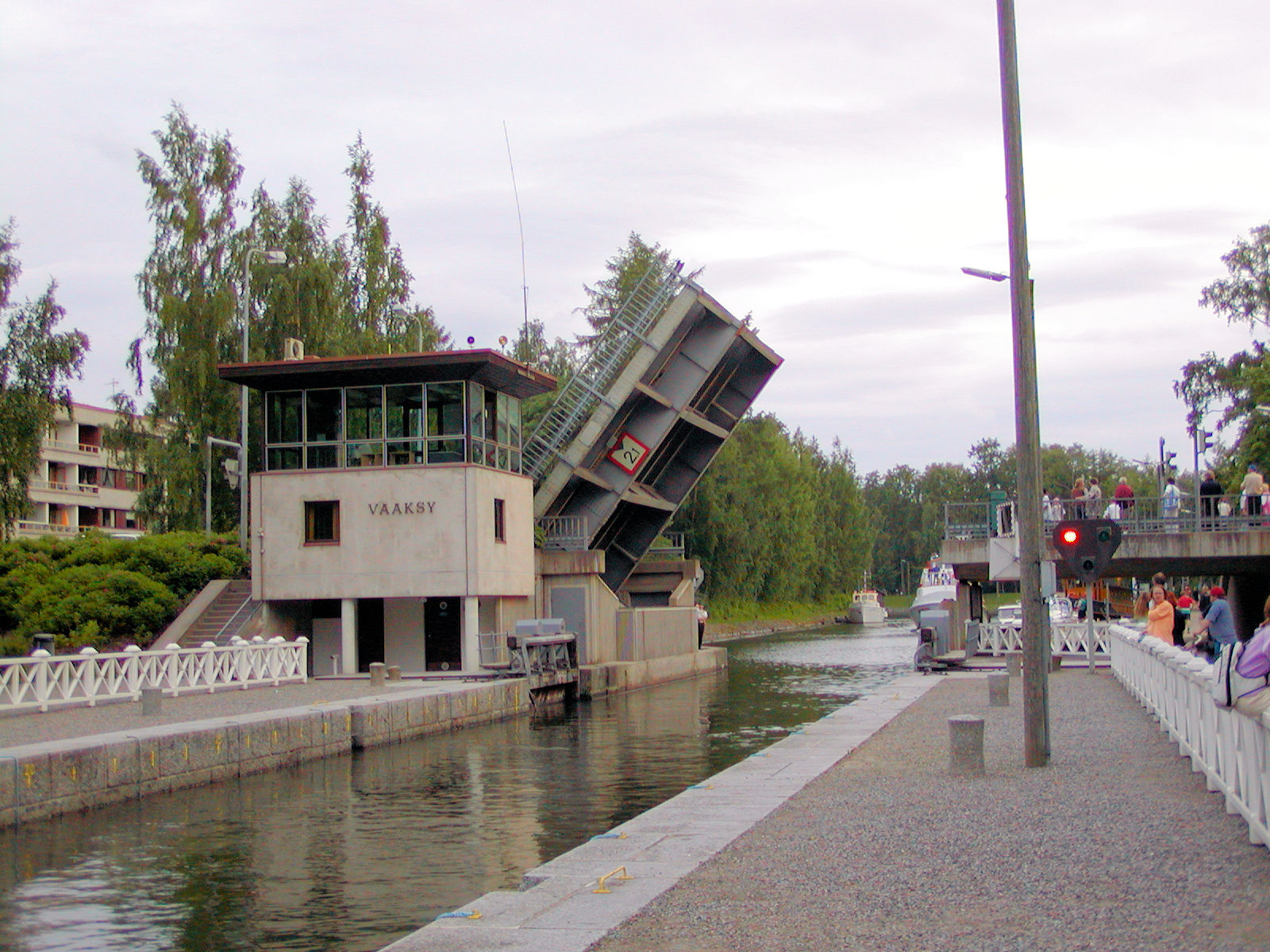
Le canal de Vääksy.
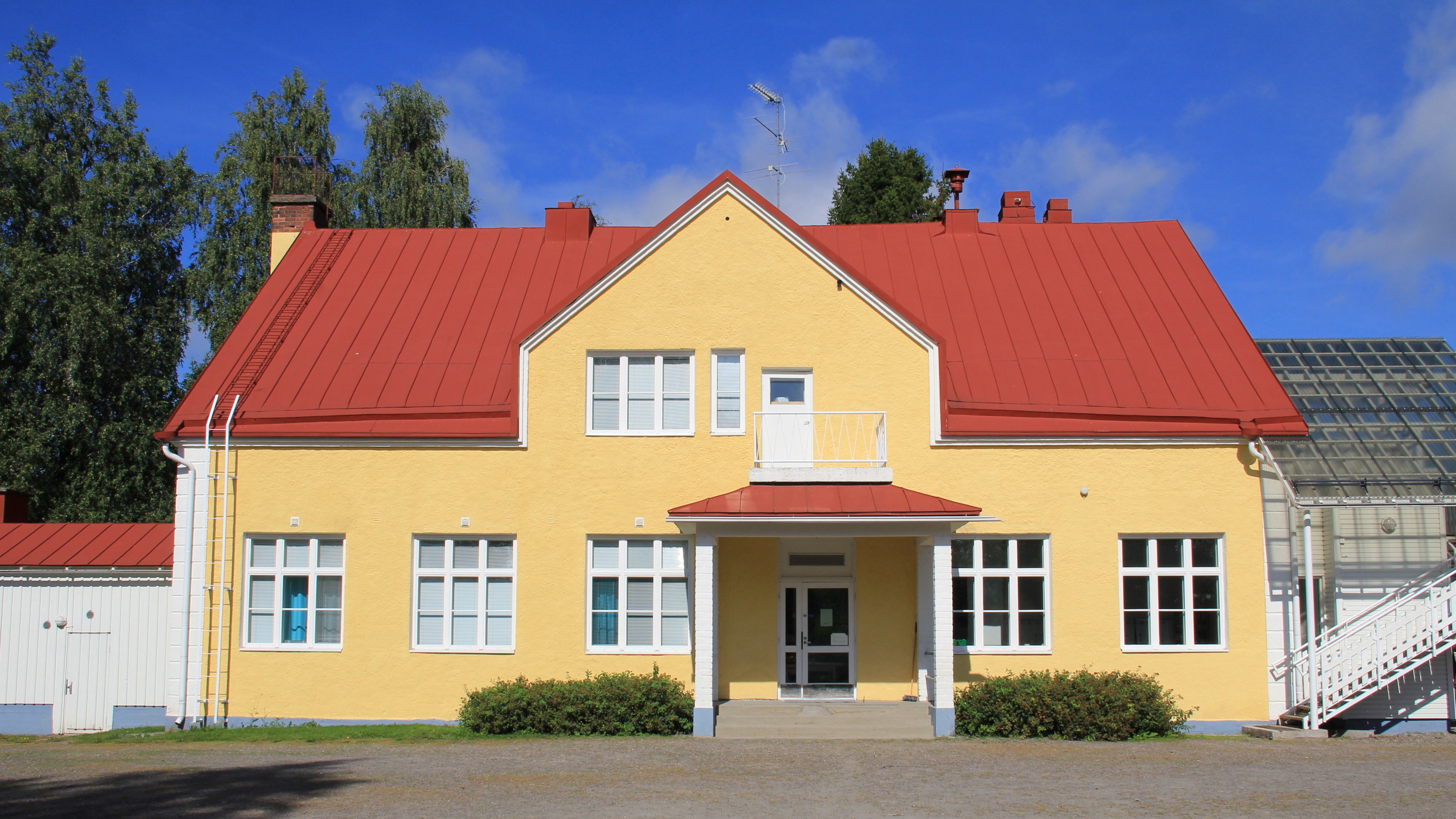
Bâtiment de l'école de Kalkkinen.
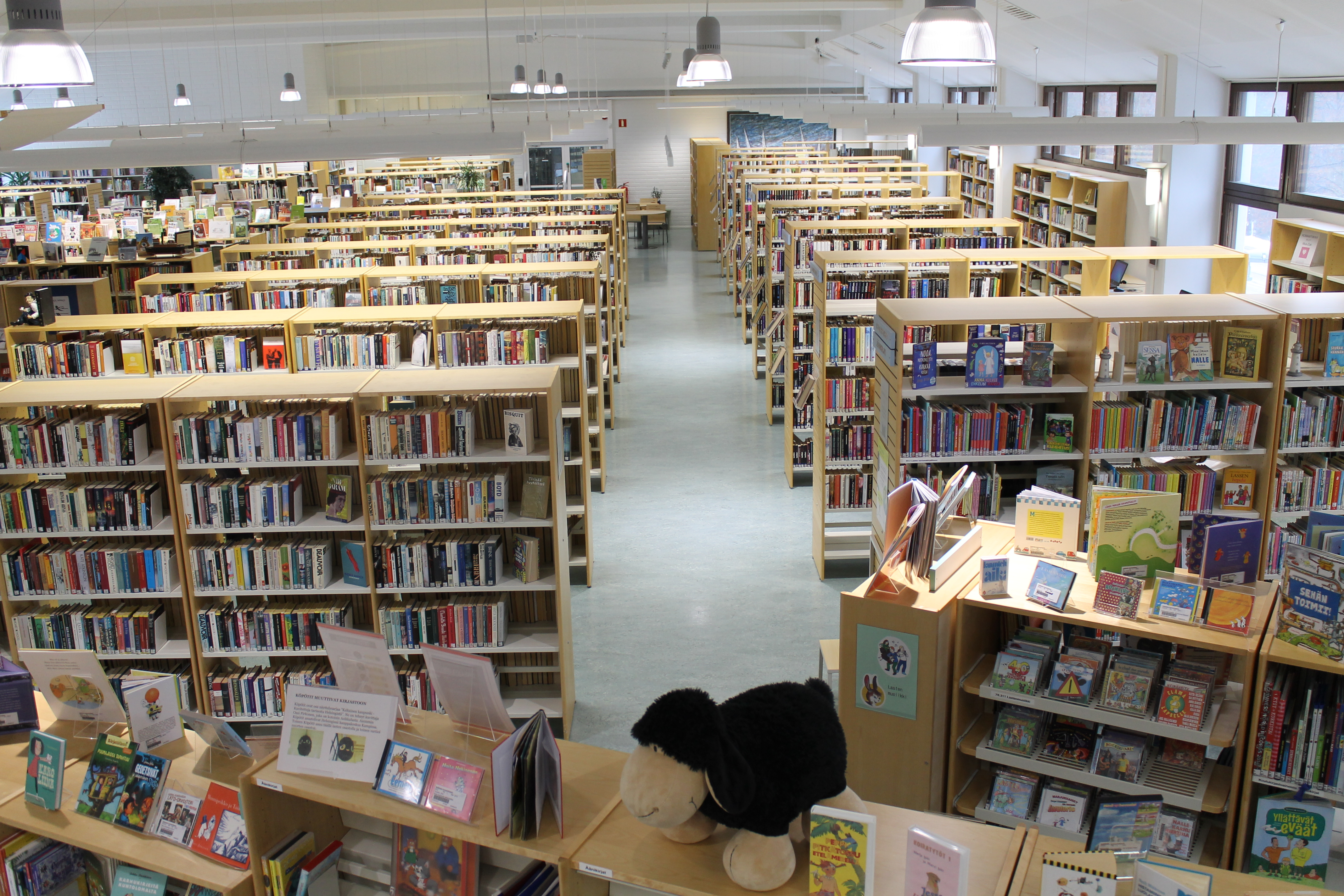
Bibliothèque d'Asikkala.
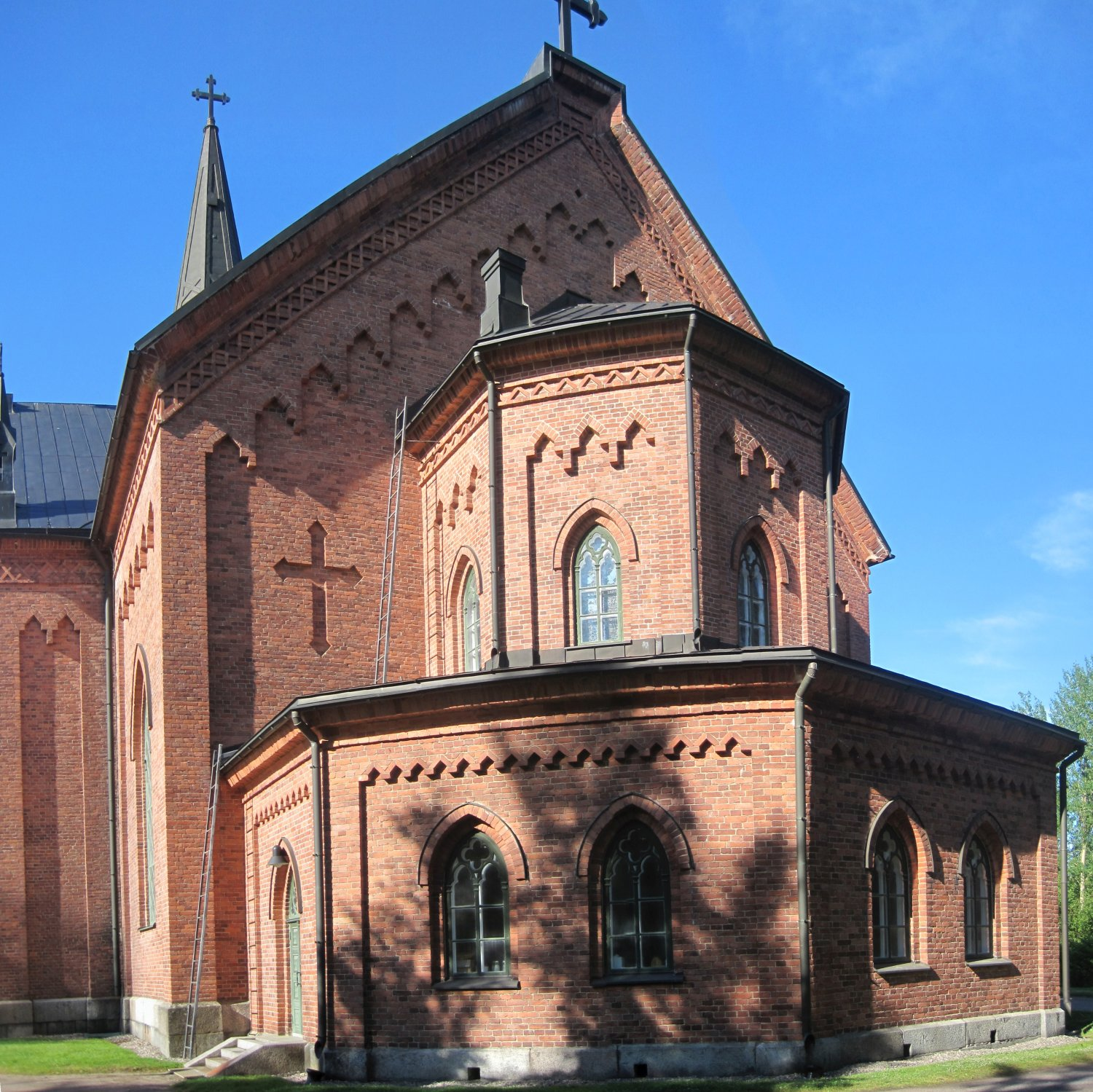
Église d'Asikkala.
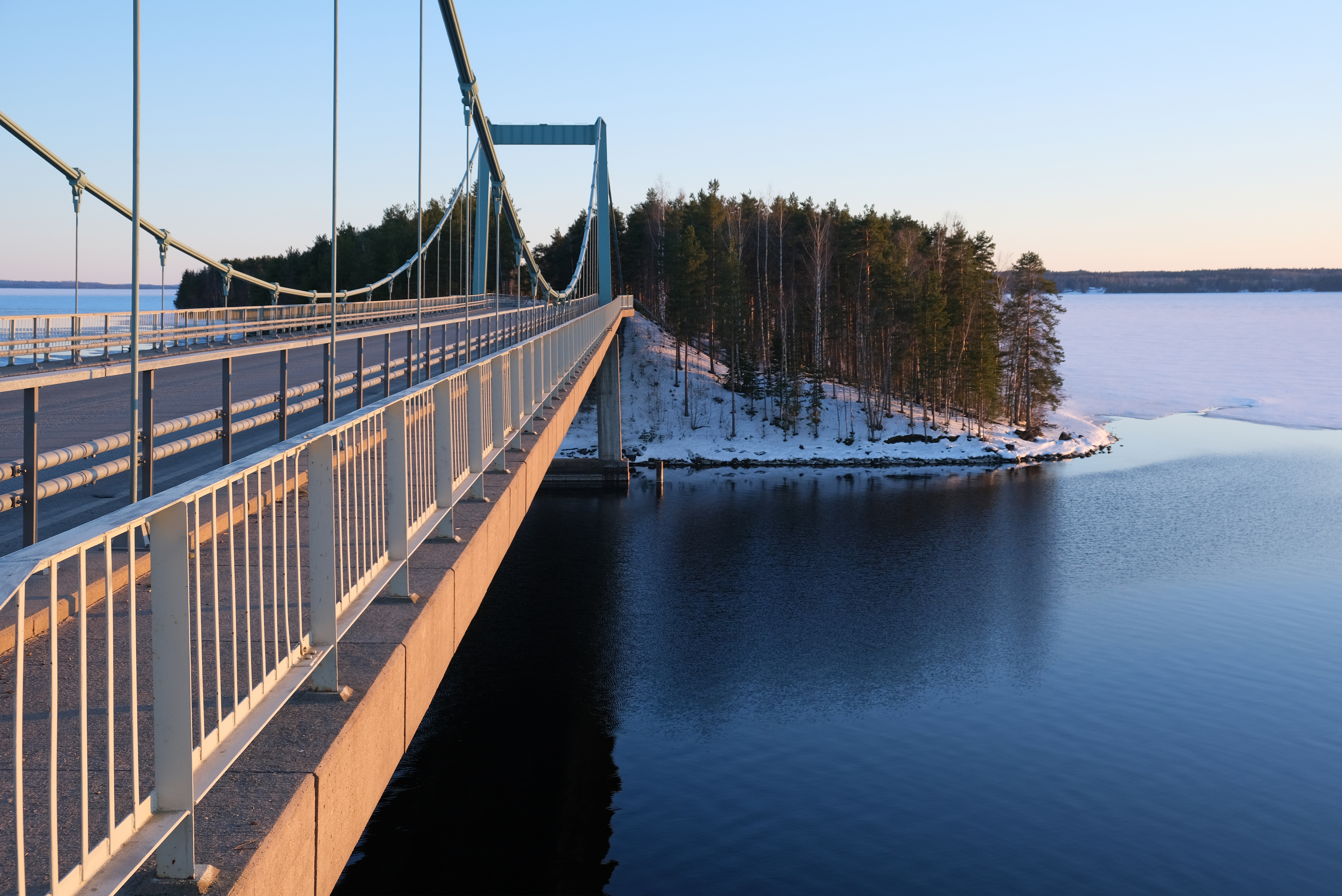
Le Karisalmen silta (fi) à Asikkala. C'est un pont suspendu au-dessus du lac Päijänne. Il fait 175m de long. Il est traversé par la route régionale 314 (Finlande). Mars 2022.